# Toto (album)
Toto je prvi album američke rock skupine Toto. Izdan je 1978. godine s hit singlovima "Hold the line", "I'll Supply The Love" & "Georgy Porgy".

## Pjesme
1. "Child's Anthem"
2. "I'll Supply the Love"
3. "Georgy Porgy"
4. "Manuela Run"
5. "You Are the Flower"
6. "Girl Goodbye"
7. "Takin' It Back"
8. "Rockmaker"
9. "Hold the Line"
10. "Angela"